# (6557) Yokonomura
(6557) Yokonomura es un asteroide perteneciente al cinturón de asteroides, región del sistema solar que se encuentra entre las órbitas de Marte y Júpiter, descubierto el 11 de noviembre de 1990 por Toshiro Nomura y el también astrónomo Koyo Kawanishi desde el Observatorio de Minami-Oda, Japón.

## Designación y nombre
Designado provisionalmente como 1990 VR3. Fue nombrado en honor a Yoko Nomura (nacida en 1950), esposa del primer descubridor y descubridora independiente del cometa C/1975 N1. "Yoko" significa "hija del sol".

## Características orbitales
Yokonomura está situado a una distancia media del Sol de 3,159 ua, pudiendo alejarse hasta 3,766 ua y acercarse hasta 2,552 ua. Su excentricidad es 0,192 y la inclinación orbital 7,809 grados. Emplea 2050,71 días en completar una órbita alrededor del Sol.
Los próximos acercamientos a la órbita de Júpiter ocurrirán el 22 de septiembre de 2067, el 2 de junio de 2078 y el 10 de marzo de 2089.

## Características físicas
La magnitud absoluta de Yokonomura es 12,57. Tiene 15,958 km de diámetro y su albedo se estima en 0,088. 